# 울릉초등학교
울릉초등학교(鬱陵初等學校)는 대한민국 경상북도 울릉군 울릉읍에 있는 초등학교이다.

## 학교 연혁
- 1908년 2월 17일 : 관어학교 창설
- 1910년 11월 18일 : 신명학교 사립 개교
- 1914년 4월 1일 : 울릉도공립보통학교 개칭
- 1941년 4월 1일 : 도동공립초등학교 교명 개칭
- 1946년 4월 1일 : 우산국민학교로 교명 개칭
- 1976년 11월 22일 : 울릉국민학교로 교명 개칭
- 1994년 3월 8일 : 병설유치원 개원(1학급)
- 1996년 3월 1일 : 울릉초등학교로 교명 개칭
- 1999년 9월 1일 : 장흥초등학교 분교장으로 통합
- 2000년 3월 1일 : 장흥분교장 본교로 통폐합

## 참고 자료
- 울릉초등학교 - 한국교육학술정보원 학교알리미